# Nectandra impressa
Nectandra impressa är en lagerväxtart som beskrevs av Carl Christian Mez. Nectandra impressa ingår i släktet Nectandra och familjen lagerväxter. Inga underarter finns listade i Catalogue of Life.